# Ephies cardinalis
Ephies cardinalis là một loài bọ cánh cứng trong họ Cerambycidae.